# Anyphops hessei
Anyphops hessei là một loài nhện trong họ Selenopidae.
Loài này thuộc chi Anyphops. Anyphops hessei được George Newbold Lawrence miêu tả năm 1940.